# Ваджда
«Ваджда» (араб. وجدة‎) — кинофильм режиссёра Хаифы аль-Мансур, вышедший на экраны в 2012 году. Первый полнометражный фильм, снятый женщиной-режиссёром из Саудовской Аравии. Картина получила ряд наград на международных кинофестивалях и стала первой за все годы лентой, выдвинутой на премию «Оскар» от Саудовской Аравии.

## Сюжет
10-летняя Ваджда живёт с матерью в саудовской столице; отец семейства редко бывает дома: недовольный тем, что супруга не может дать ему наследника, он подумывает о том, чтобы взять вторую жену. Ваджда любит веселиться, что регулярно вызывает нарекания со стороны строгих учителей, следящих за соблюдением всех обычаев и запретов. Увидев у соседского мальчика Абдуллы велосипед, Ваджда решает во что бы то ни стало купить себе такой же, несмотря на то, что катание девочек на велосипеде не одобряется обществом. Ваджда начинает понемногу собирать деньги, а вскоре в школе объявляется конкурс на знание Корана, за победу в котором обещан крупный денежный приз.
Ваджда выигрывает конкурс, однако когда становится известно, что она планирует купить велосипед на выигранные деньги, их отдают на благотворительность от её имени. Вернувшись домой, расстроенная Ваджда обнаруживает, что её отец взял вторую жену, а её мать, коротко подстригшаяся, несмотря на возражения мужа, купила ей зелёный велосипед. На нём Ваджда выигрывает гонку с Абдуллой.

## В ролях
- Рим Абдулла — мама
- Вад Мохаммед — Ваджда
- Абдулрахман аль-Гохани — Абдулла
- Ахд — госпожа Хусса
- Султан аль-Ассаф — отец
- Нуф Сад — учительница Корана
- Ибрахим Альмозаэль — владелец магазина
- Мохаммед Захир — Икбал

## Награды и номинации
- 2012 — призы CinemAvvenire, C.I.C.A.E. и Interfilm на Венецианском кинофестивале (все — Хаифа аль-Мансур).
- 2012 — призы за лучший арабский фильм и за лучшую женскую роль (Вад Мохаммед) на Международном кинофестивале в Дубае.
- 2012 — номинация на премию Sutherland Trophy от Британского института кино (Хаифа аль-Мансур).
- 2013 — приз за лучший дебютный фильм на кинофестивале в Дурбане (Хаифа аль-Мансур).
- 2013 — приз Dioraphte на Роттердамском кинофестивале (Хаифа аль-Мансур).
- 2013 — призы зрительских симпатий на кинофестивалях в Гётеборге, Лос-Анджелесе и Фрибурге (Хаифа аль-Мансур).
- 2013 — премия «Свобода самовыражения» от Национального совета кинокритиков США.
- 2013 — номинация на Премию британского независимого кино за лучший международный независимый фильм.
- 2013 — номинация на премию «Спутник» за лучший международный фильм.
- 2014 — номинация на премию BAFTA за лучший неанглоязычный фильм (Хаифа аль-Мансур, Герхард Майкснер, Роман Пауль).
- 2014 — номинация на премию «Независимый дух» за лучший дебютный фильм (Хаифа аль-Мансур, Герхард Майкснер, Роман Пауль).